# له دوک‌آن
له دوک‌آن (ویتنامی: Lê Đức Anh؛ زادهٔ ۱ دسامبر ۱۹۲۰ – درگذشتهٔ ۲۲ آوریل ۲۰۱۹) یک سیاست‌مدار اهل ویتنام که از ۱۹۹۲ تا ۱۹۹۷ رئیس‌جمهور این کشور بود.

## زندگی‌نامه
ژنرال له دوک‌آن در سال ۱۹۲۰ در استان توا تین–هوئه به دنیا آمد. بخش عمده‌ای از زندگی خود را در جنوب ویتنام، جایی که وی به جبهه کمونیست‌ها در جنگ علیه فرانسه و سپس ایالات متحده آمریکا پیوسته بود، گذراند. وی در اتحاد شوروی تحصیل نمود. حمله ویتنام به کامبوج در دهه ۱۹۸۰ در دوران زمامداری وی صورت گرفت. له دوک‌آن از ۱۹۸۶ تا ۱۹۸۷ سمت ریاست ستاد مشترک ارتش ویتنام و ۱۹۸۷ تا ۱۹۹۲ سمت وزارت دفاع ویتنام را برعهده داشت. وی از ۲۳ سپتامبر ۱۹۹۲ تا ۲۴ سپتامبر ۱۹۹۷ ریاست جمهوری ویتنام را بر عهده داشت و توانست رشد اقتصادی قابل توجهی را برای این کشور به همراه داشته باشد. در سال ۱۹۹۵ له دوک‌آن اولین رئیس‌جمهور ویتنام بود که پس از پایان جنگ ویتنام به ایالات متحده آمریکا سفر نمود و در پنجاهمین سالگرد سازمان ملل در نیویورک مشارکت کرد. وی در پی بیماری طولانی مدت، اواخر روز دوشنبه ۲۲ آوریل ۲۰۱۹ در ۹۸ سالگی درگذشت.